# Merscheid (kanton Wiltz)
Merscheid (lb. Mëtscheed) – wieś (Uertschaft) w północnym Luksemburgu, w kantonie Wiltz, w gminie Esch-sur-Sûre. Do 3 października 2015 miejscowość leżała w dystrykcie Diekirch, a do 31 grudnia 2011 należała do gminy Heiderscheid. Liczy 283 mieszkańców (31 grudnia 2022).